# Synagoga Lajba Salamończyka w Łodzi
Synagoga Lajba Salamończyka w Łodzi – prywatny dom modlitwy znajdujący się w Łodzi przy ulicy Stefana Żeromskiego 20.
Synagoga została zbudowana w 1937 roku z inicjatywy Lajba Salamończyka. Podczas II wojny światowej hitlerowcy zdewastowali synagogę.